# Alina Nanu
Alina Nanu (în rusă Алина Нану; n. 23 august 1990, Chișinău, RSS Moldovenească, URSS) este dansatoare profesionistă de balet. Ea dansează pe scena Teatrului Național Ceh din Praga și a fost recunoscută ca cea mai tânără prim-balerină din istoria acestui teatru.

## Biografie
Alina Nanu s-a născut la Chișinău, Moldova, într-o familie cu rădăcini moldovenești și rusești din partea tatălui și rădăcini în Osetia⁠(d) din partea maternă. La vârsta de 9 ani a început să urmeze Școala de Coregrafie din Chișinău. La vârsta de 19 ani, Alina s-a mutat la Praga, în Republica Cehă, pentru a-și continua studiile la Conservatorul din Praga. Nanu și-a început cariera la Opera de Stat din Praga și în 2012 s-a alăturat baletului Teatrului Național Ceh.

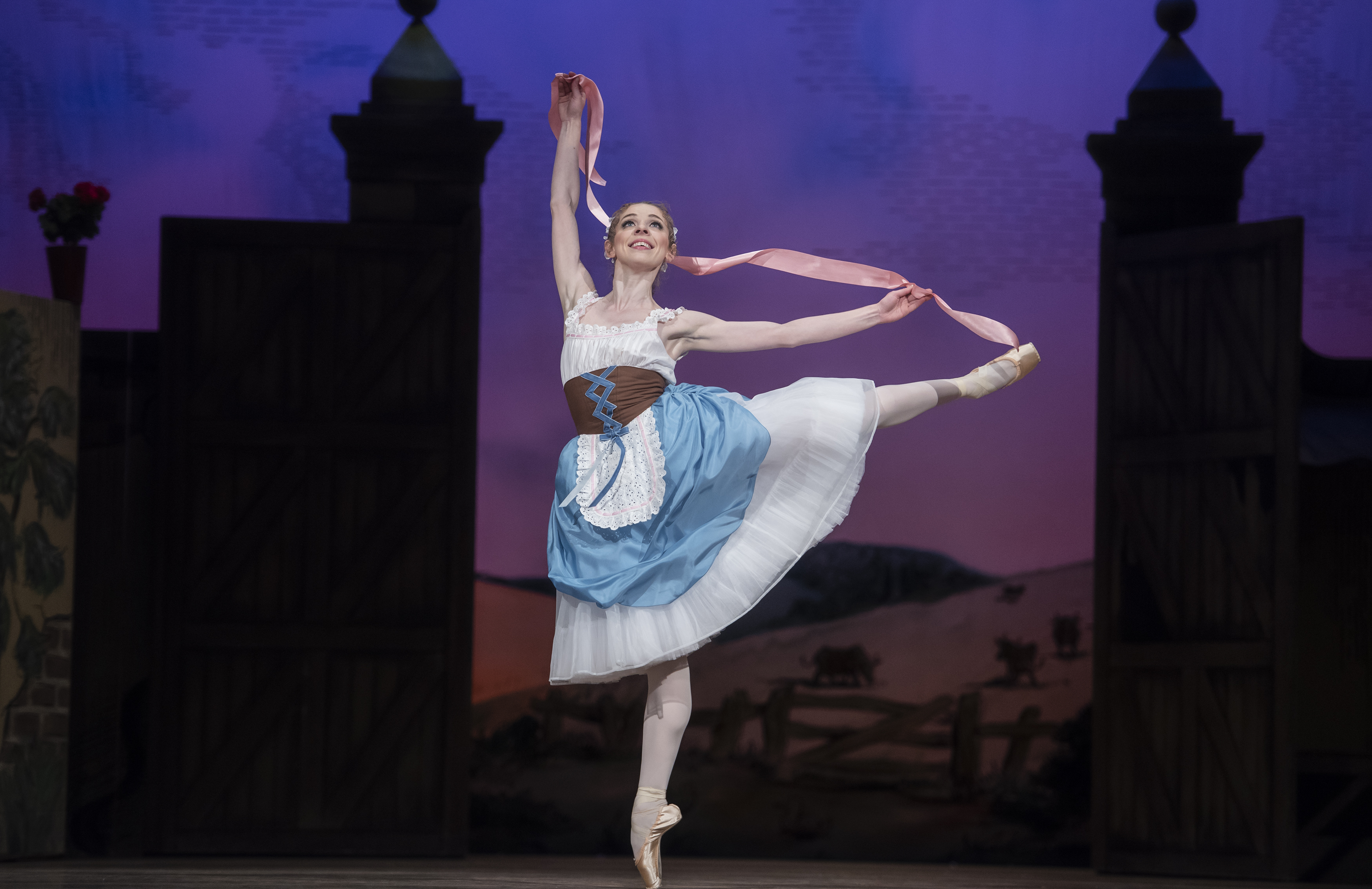
Alina Nanu ca Lise în baletul „La Fille mal gardée”, coregrafie Frederick Ashton, Teatrul Național, Praga, 2018

## Nominalizări și premii
|              | Adjudecare      | An   | Balet               | Rol     | Coregraf      |
| ------------ | --------------- | ---- | ------------------- | ------- | ------------- |
| Nominalizată | Premiile Thalia | 2012 | Don Quijote         | Kitri   | J. Slavicky   |
| Câștigătoare | Premiile Thalia | 2019 | La fille mal gardée | Lisa    | Sir F. Ashton |
| Câștigătoare | Premiile Thalia | 2020 | Evgheni Oneghin     | Tatiana | John Cranko   |